# Gephyromantis rivicola
A Gephyromantis rivicola   a kétéltűek (Amphibia) osztályába és  a békák (Anura) rendjébe aranybékafélék (Mantellidae) családjába tartozó faj. 

## Előfordulása
Madagaszkár endemikus faja. A sziget északkeleti részén, a Marojejy-hegytől a Masoala-félszigetig terjedő esőerdőkben, a tengerszinttől 700 m-es magasságig honos.

## Megjelenése
Kis méretű  Gephyromantis faj. A hímek testhossza 23–24 mm, a nőstényeké 24 mm körüli. Mellső lábán nincs úszóhártya, hátsókon némi úszóhártya figyelhető meg. Háti bőre viszonylag sima, néhány szemcse található rajta. Háta az olajzöldtől barnáig változhat. Írisze rézvörös színű.

## Természetvédelmi helyzete
A vörös lista a sebezhető fajok között tartja nyilván. Helyileg nagy számban fordul elő, de egyedszáma csökkenő tendenciát mutat. Megtalálható a Marojejy Nemzeti Parkban, a Masoala Nemzeti Parkban és az Masoala Nemzeti Parkban. Igényli az érintetlen esőerdőt. Élőhelyének elvesztése jelent fenyegetést rá a mezőgazdaság, a fakitermelés, a szénégetés, a legeltetés és a települések fejlődése következtében.